# LGV Atlantique
Az LGV Atlantique egy kétvágányú, 25 kV 50 Hz-cel villamosított, nagysebességű franciaországi vasútvonal, a TGV-hálózat része. Párizst (Gare Montparnasse) köti össze az ország nyugati régióival. A pályát 1989–1990-ben nyitották meg. Courtalain mellett két ágra oszlik, az egyik nyugat felé, Le Mans városa felé halad tovább, míg a másik délnyugat, azaz Tours felé.

## A vonal
A vasútvonal végállomása a Paris Gare Montparnasse. Áthalad a francia főváros déli kerületein az egykori Párizs–Chartres vonalon. Massynál csatlakozik hozzá az északkeleti LGV Interconnexion Est. Áthalad a Villejust alagúton, majd Saint-Arnoult városkáig az A10-es autópályával párhuzamosan halad. Courtalain mellett két ágra szakad. Az egyik ág nyugat felé tart, Le Mans városáig, folytatása a LGV Bretagne-Pays de la Loire egészen Rennes-ig. Az új pályaszakaszt 2009-ben kezdték el építeni. A Courtalaintól déli irányba haladó pályaszakasz Tours városa előtt csatlakozik a Tours–Poitiers-vasútvonalhoz. További folytatása a LGV Sud Europe Atlantique, mely Bordeauxig vezet.

## Állomások
Az LGV Atlantique a következő állomásokat érinti:
- Párizs - Paris Gare Montparnasse
- Gare du Mans1
- Gare de Vendôme
- Gare de Tours

1 Le Mans állomást a nyugati elágazáson keresztül éri el.

## Története
- 1983. január 1.:  megalakult a 2.-es nagysebességű vonal létrehozását felügyelő bizottság
- 1985. február 15.: az építkezési munkálatok megkezdése Boinville-le-Gaillard mellett
- 1987. július 1.: Auneau mellett lefektették az első síneket
- 1989. szeptember 24.: megnyílt a Montrouge–Connerré szakasz
- 1990. május 18.: új sebességrekord felállítása: 515,3 km/h
- 1990. szeptember 25.: megnyílt a délnyugati elágazás

## Fordítás
- Ez a szócikk részben vagy egészben  a   LGV Atlantique című angol Wikipédia-szócikk ezen változatának fordításán alapul.  Az eredeti cikk szerkesztőit annak laptörténete sorolja fel. Ez a jelzés csupán a megfogalmazás eredetét és a szerzői jogokat jelzi, nem szolgál a cikkben szereplő információk forrásmegjelöléseként.